# Insieme derivato
In matematica, e in particolare in topologia generale, l'insieme derivato di un sottoinsieme {\displaystyle S} di uno spazio topologico è l'insieme di tutti i punti di accumulazione di {\displaystyle S}. Di solito è indicato con {\displaystyle S'}, {\displaystyle {\mathcal {D}}S} o {\displaystyle D(S)}.
Il concetto di insieme derivato fu introdotto da Georg Cantor nel 1872. Egli sviluppò la teoria degli insiemi principalmente per studiare gli insiemi derivati nella retta reale.

## Proprietà
Un sottoinsieme {\displaystyle S} di uno spazio topologico è chiuso quando {\displaystyle S'\subseteq S}, cioè quando {\displaystyle S} contiene tutti i suoi punti di accumulazione.
Due sottoinsiemi {\displaystyle S} e {\displaystyle T} sono separati quando sono disgiunti e ognuno è disgiunto dall'insieme derivato dell'altro (sebbene gli insiemi derivati potrebbero non essere disgiunti tra loro).
L'insieme {\displaystyle S} è detto perfetto se {\displaystyle S'=S}, o equivalentemente un insieme perfetto è un insieme chiuso senza punti isolati. Gli insiemi perfetti sono particolarmente importanti nelle applicazioni del teorema della categoria di Baire.
Due spazi topologici sono omeomorfi se e solo se esiste una biiezione da uno all'altro tale che l'insieme derivato dell'immagine di ogni sottoinsieme è l'immagine dell'insieme derivato di quell'insieme, cioè
{\displaystyle D(f(S))=f(D(S))}.

## Topologia in termini di insiemi derivati
Poiché gli omeomorfismi possono essere descritti interamente in termini di insiemi derivati, gli insiemi derivati sono stati usati come nozione primitiva in topologia. Un insieme di punti {\displaystyle X} può essere dotato con un operatore {\displaystyle ^{*}} che manda sottoinsiemi di {\displaystyle X} in sottoinsiemi di {\displaystyle X} e tale che per ogni sottoinsieme {\displaystyle S} e ogni punto {\displaystyle x} si abbia
1. {\displaystyle \varnothing ^{*}=\varnothing ;}
2. {\displaystyle S^{**}\subseteq S^{*};}
3. {\displaystyle x\in S^{*}\implies x\in (S\setminus \{x\})^{*};}
4. {\displaystyle (S\cup T)^{*}\subseteq S^{*}\cup T^{*};}
5. {\displaystyle S\subseteq T\implies S^{*}\subseteq T^{*}.}

Poiché data la 5, la 3 è equivalente alla 3' sotto, e poiché la 4 e la 5 sono equivalenti alla 4' sotto, si hanno i seguenti assiomi equivalenti:
- 1. {\displaystyle \varnothing ^{*}=\varnothing ;}
- 2. {\displaystyle S^{**}\subseteq S^{*};}
- 3'. {\displaystyle S^{*}=(S\setminus \{x\})^{*};}
- 4'. {\displaystyle (S\cup T)^{*}=S^{*}\cup T^{*}.}

Diciamo che un sottoinsieme {\displaystyle S} è chiuso se {\displaystyle S^{*}\subseteq S} e in questo modo definiamo una topologia su {\displaystyle X} tale che {\displaystyle S^{*}=S'}, cioè {\displaystyle ^{*}} è l'operatore insieme derivato. Se imponiamo anche che l'insieme derivato di un singoletto sia l'insieme vuoto, allora lo spazio risultante sarà uno spazio di Hausdorff. Infatti 2 e 3' potrebbero non essere veri in uno spazio che non è di Hausdorff.